# Les Nuits de Zayandeh rud

Les Nuits de Zayandeh rud (en persan : Shabhaye Zayendeh-Rood ; شبهای زاینده رود) est un film iranien réalisé par Mohsen Makhmalbaf en 1991.
Le titre fait référence au Zayandeh rud, fleuve qui traverse la ville d'Ispahan en Iran.

## Synopsis
Quelques années avant la Révolution iranienne de 1979 : un homme, professeur en sociologie à l’université, a un accident en traversant la rue avec sa femme. Les gens passent à côté sans se soucier d’eux et sa femme meurt. Une fois guéri, le professeur rentre chez lui. Enragé, il jette toutes ses notes de recherche sur la sociologie par la fenêtre et décide de ne plus travailler pour des gens qu’il juge irresponsables et insouciants de la vie des autres. 
Pendant la Révolution : quelques années plus tard, quand la révolution en Iran est à la hausse, le professeur voit par la même fenêtre l’émeute de la foule. Quelques-uns sont blessés, d’autres sacrifient leur vie pour les sauver. Les gens ne sont plus insouciants et irresponsables. 
Quelques années après la Révolution : le professeur est chez lui. Il entend arriver un accident devant sa fenêtre. Il voit un homme à bicyclette qui se meurt à la suite de son choc et les gens passent à côté sans se soucier de sa vie. 

## Le film
Le film se préoccupe de la métamorphose de la société iranienne à la suite de la révolution de 1979. Les aspects divers sont palpés avec minutie pour analyser le fond des changements qui de prime abord ont touché le cinéaste mais dont il découvre des failles dans sa structure chancelante et mal construite.
Tout rêve de changements majeurs et prospères s'envole en fumée.
Si on se donnait des valeurs essentielles à respecter afin d'atteindre à une meilleure appréciation sociale et personnelle, on découvre, tout d'un coup, qu'on s'est perdu au fil des rêveries idéalistes et suggestives plutôt que réalistes et objectives.
On voit donc que le changement d'habit ne fait pas le moine : une femme habillée en musulmane couverte ne fait nécessairement pas une vraie musulmane. Avec le temps, on voit donc la régression de tous les règlements imposés. Les manteaux longs et noirs se transforment en manteaux courts et colorés.
Le sujet tabou de l'amour et des contraintes imposées aux femmes est dénoncé entretemps comme une des prétendues valeurs de la nouvelle société, toujours imposée par le Régime dominant.
Mais des idéaux dogmatiques n'attirent plus les membres de la nouvelle société.
Tous les personnages sont réunis près du fleuve et passent des nuits blanches à se remémorer des souvenirs du passé.
Les Nuits de Zayandeh rud se classe aussi dans la liste noire des films interdits en Iran.

## Fiche technique
- Réalisateur : Mohsen Makhmalbaf
- Scénariste :Mohsen Makhmalbaf
- Assistants réalisateurs : Morteza Masaeli, Mohammad Nasrollahi, Hossein Ardakestani
- Montage : Mohsen Makhmalbaf
- Année de production : 1991
- Durée : 75 minutes (1h15)
- Pays de production :  Iran
- Date de sortie : 1991

## Distribution
- Manochehr Esmaeeli
- Mozhgan Naderi
- Parvaneh Gowharani
- Zeinab Rahdari
- Mehrdad Farid
- Mohsen Ghasemi
- Afsaneh Heidariyan
- Nahid Rashidi
- Maryam Naghib